# Seriële-positie-effect
Het seriële-positie-effect is een fenomeen van het geheugen dat ontdekt werd door de Duitse psycholoog Hermann Ebbinghaus. Het wil zeggen dat de accuraatheid van onthouden van een lijst items (bijvoorbeeld woorden) afhankelijk is van de positie van de items in de lijst. Woorden aan het begin en aan eind van de lijst worden doorgaans het best onthouden als men zelf de volgorde van reproductie mag bepalen. Beter onthouden van de laatste woorden in de lijst heet het recentheidseffect (Engels: recency effect), beter onthouden van woorden aan het begin van de lijst het begineffect (Engels: primacy effect).

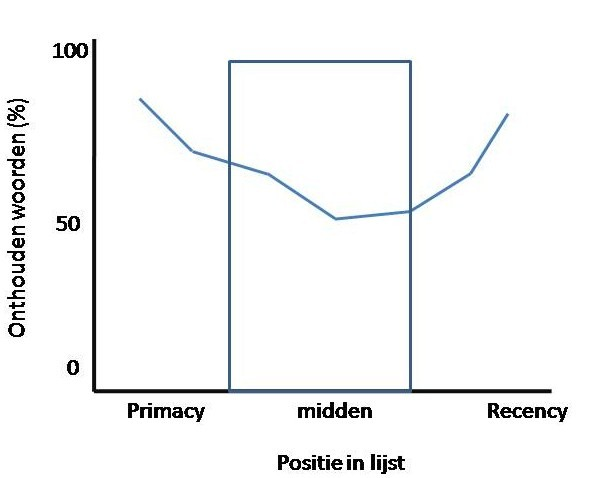
Seriële-positiecurve met begin- en recentheidseffect

## Verklaring
De meest plausibele verklaring van het effect is afkomstig van Atkinson en Shiffrin. Dit wordt ook wel de theorie van dubbele opslagmechanismen (dual storage mechanisms) genoemd. Zie ook: Geheugenmodel van Atkinson en Shiffrin. Zij meenden dat het begineffect het gevolg is van het feit dat items aan het begin van de lijst de meeste aandacht krijgen, en daarom meer worden herhaald. Daardoor hebben zij een grotere kans om in het langetermijngeheugen te worden opgeslagen, en later beter te worden onthouden.
Het recentheidseffect daarentegen is meer afhankelijk van het kortetermijngeheugen waar de meest recente woorden tijdelijk in een soort buffer worden opgeslagen. Deze items worden beter onthouden omdat zij als het ware nog vers in het geheugen liggen.

## Bevestiging
BegineffectDe verklaring van Atkinson en Shiffrin wordt bevestigd door onderzoek dat aantoont dat de snelheid van aanbieding van de woordenlijst vooral invloed heeft op het begineffect. Als woorden in de lijst snel worden aangeboden, krijgen deze items namelijk minder aandacht en kan er geen herhaling en dus ook geen goede opslag in het langetermijngeheugen plaatsvinden. Ook blijkt dat amnesiepatiënten geen begineffect, maar wel een recentheidseffect vertonen. Ook dit laatste pleit voor het idee dat het begineffect een gevolg is van betere opslag of consolidatie in het langetermijngeheugen.
RecentheidseffectDaarentegen blijkt het recentheidseffect heel gevoelig te zijn voor een afleidende taak (bijvoorbeeld een rekenopdracht) die de proefpersoon nadat de lijst is aangeboden moet uitvoeren. Nadat de rekenopdracht is uitgevoerd, blijkt het recentheidseffect sterk te zijn afgenomen. Dit komt doordat de items in het buffer van het kortetermijngeheugen aan snelle vervaging (decay) onderhevig zijn. Dus als de reproductie wordt uitgesteld, zijn deze items alweer vergeten.